# Dřípatka horská

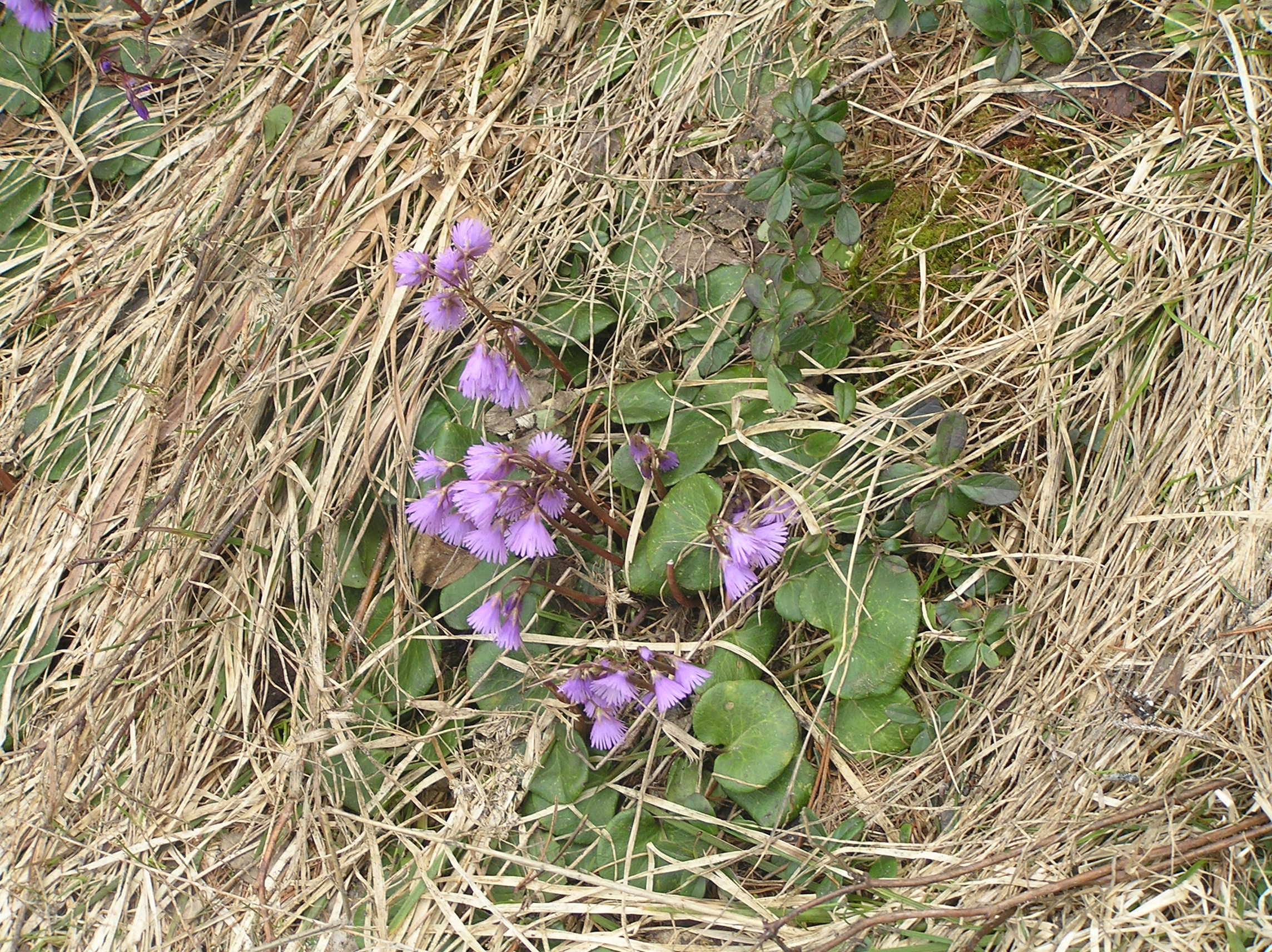
Brzy z jara kvetoucí dřípatka

Dřípatka horská (Soldanella montana) je nízká, vytrvalá bylina vyšších poloh s modrofialovými květy. Je jediný druh nevelkého rodu dřípatka vyrůstající v České republice, vyskytuje se ale jen řídce a je považována za ohroženou vyhynutím.

## Výskyt
Nevelké rostliny rostoucí ve Střední Evropě, hlavně ve východních Alpách a jejich podhůřích v Německu a Rakousku, částečně zasahují i do Čech. Dřípatka horská se v Česku vyskytuje na Šumavě, v Novohradských horách a v okolí Českých Budějovic a Třeboně. Severní hranice výskytu vede přes Brdy a Železné hory v Českomoravské vrchovině. Toto rozšíření je důsledkem alpské migrační cesty, kdy po ústupu ledovců následovala expanze druhů do dříve zcela zaledněných oblastí.

## Ekologie
Upřednostňuje vlhká a zastíněná horská stanoviště. Vyrůstá ve smrkových lesích nebo olšinách, kolem pramenišť a potoků, na rašelinných loukách a na humózních, kyselých a na živiny chudých půdách. Hned po sejití sněhu raší květonosné lodyhy a ve svém okolí patří mezi prvé jarní kvetoucí rostliny.

## Popis
Dřípatka horská je vytrvalá rostlina vysoká 5 až 15 cm. Z krátkého, vystoupavého, hlízovitého oddenku vyrůstá přízemní růžice tuhých a stálezelených listů se žláznatým řapíkem. Jejich čepele jsou okrouhle ledvinovité, slabě podvinuté a po obvodě mělce vroubkované, na rubu někdy mívají fialový nádech.
Z růžice vyrůstá jednoduchý, krátce žláznatý, květný stvol zakončený okolíkem tři až sedmi květů na stopkách. Květy jsou pětičetné, oboupohlavné a obvykle jsou převislé, za plodu jsou květní stopky pro lepší rozptyl semen vzpřímené.
Kališní lístky jsou krátké a čárkovité. Široce zvonkovitá, modrofialová, 1 až 1,5 cm dlouhá koruna má lístky nepravidelně dělené do poloviny až třech čtvrtin délky. V květu je pět ke koruně přirostlých tyčinek s prašníky a svrchní semeník s přímou čnělkou nesoucí hlavičkovou bliznu. Květy jsou cizosprašné, jsou opylovány hmyzem sbírajícím nektar. Plodem je válcovitá až kuželovitá tobolka 1,5 cm dlouhá, která se otevírá víčkem a otvor má deset zoubků. Drobná semínka rozšiřuje vítr. Ploidie druhu je 2n = 38.
České rodové jméno dřípatka je odvozeno od „dřípeného květu“, tj. od květu hluboce rozděleného do úzkých, čárkovitých úkrojků.

## Ohrožení

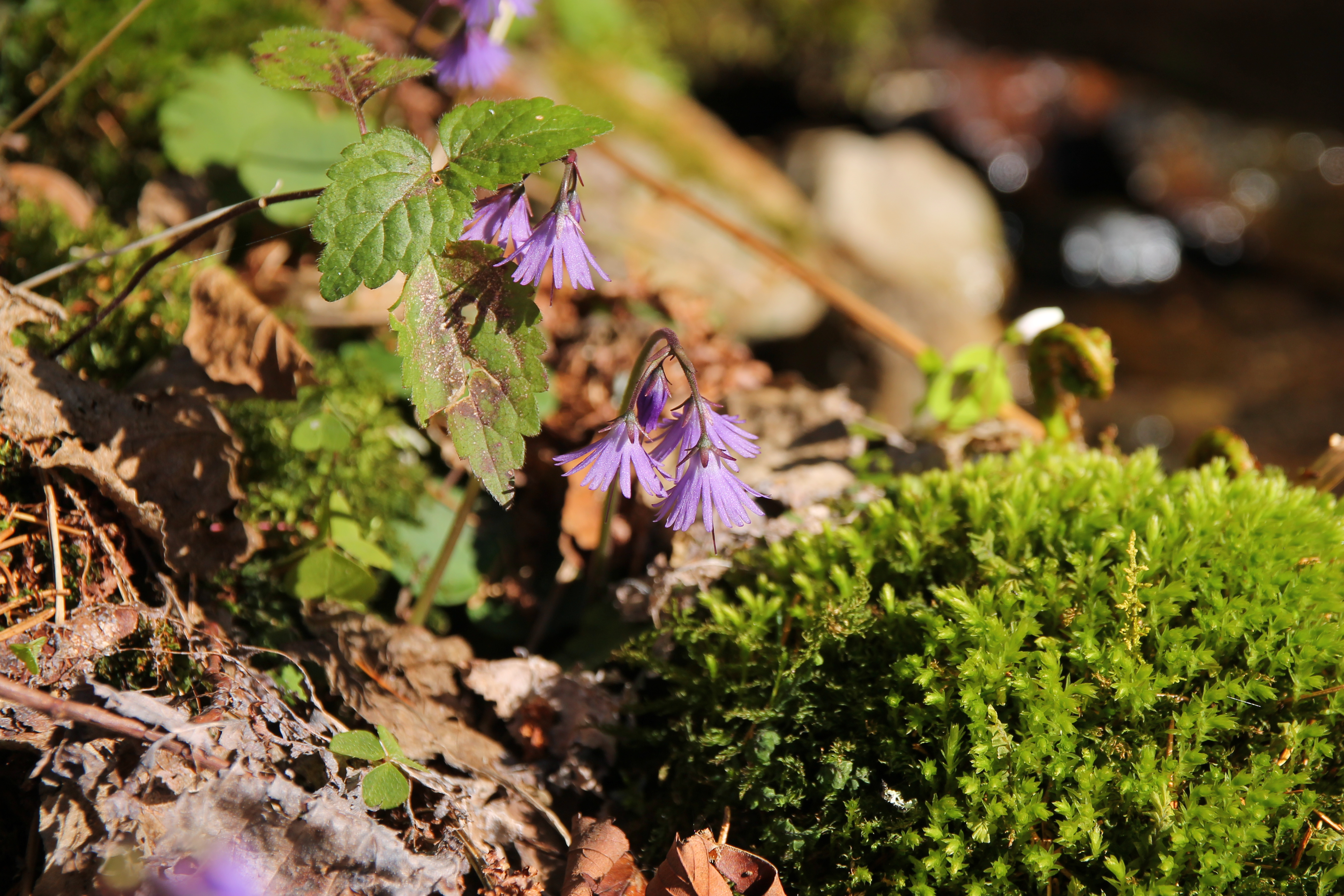
Dřípatky v Pošumaví

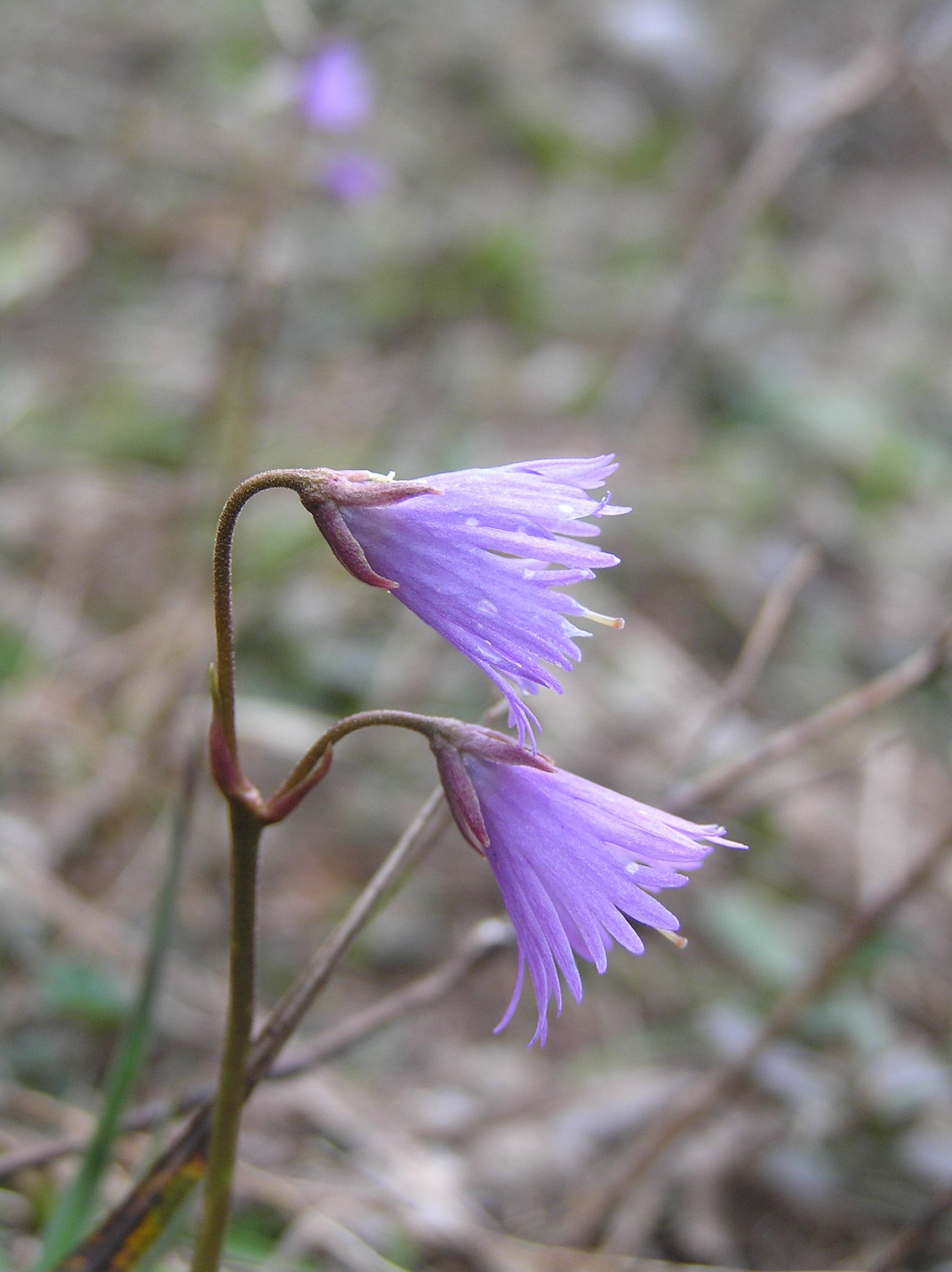
Dřípené květy

Dřípatka horská je náročná na kvalitu stanovišť, která jsou mnohde ohrožována. Nejvíce jim škodí lesnické meliorace, pasečné pěstování lesa za vzniku rozsáhlých holých ploch, vysazování smrkových monokultur a znečišťování potoků zemědělskou chemií a odpadními vodami. Je proto zařazena jak ve „vyhlášce MŽP ČR č. 395/1992 Sb. ve znění vyhl. č. 175/2006 Sb.“, tak i v „Červeném seznamu cévnatých rostlin České republiky: třetí vydání“, mezi rostliny ohrožené.